# マオナガ
マオナガ（真尾長） Alopias vulpinus（Common thresher）は、ネズミザメ目オナガザメ科に属するサメ。世界中の熱帯から亜寒帯海域の沿岸から外洋まで広く分布する。オナガザメ類では最大で、全長6m以上になるとされる。外見はニタリ A. pelagicus と非常に類似し、しばしば見間違えられる。小魚などを尾鰭で攻撃し、捕食する。卵食型の胎生。2〜6尾の子どもを産む。繁殖速度を上回る過剰漁獲により世界中で数が減少している。

## 分布
世界中の熱帯から亜寒帯海域まで広く分布し、温帯海域に最も多い。沿岸から外洋まで生息し、高度回遊性である。海表面近くにいることが多いが、水深550mまで見られる。幼魚は温帯の沿岸域で過ごす。

## 形態
オナガザメ科の最大種。全長120〜150cmで生まれ、雌雄ともに260cmで成熟。最大で少なくとも575cm、おそらく635cmに達すると考えられている。体重は348kgになる。体型は流線形。尾鰭は胴体とほぼ同じ長さがある。背側の体色は灰色から黒色で、青みがかっている。体側はメタリックシルバー、もしくは銅色。腹側は白色である。腹側の白色帯は胸鰭基底の上まで伸びる。ニタリとは胸鰭基底の上に広い白色域があることと尾鰭上葉の欠刻より先の長さが臀鰭より長いことで区別される。歯列数は上顎が32〜52、下顎が25〜51。

## 生態

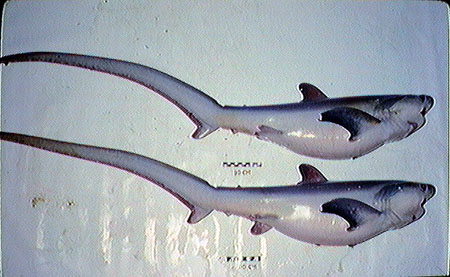
マオナガ

餌生物は主に外洋性浮魚類である。底生性魚類やイカ、タコ、甲殻類、まれに海鳥も捕食する。長い尾鰭は捕食行動に関与し、小魚などを叩いて気絶させたり致命傷を与えると考えられる。また魚の群れを寄せ集めるとも考えられている。延縄の鉤にはオナガザメの口ではなく尾鰭がかかっている場合が多い。
胎生。胎盤を形成しない卵食型。妊娠期間は9ヶ月。産仔数は通常2〜4尾で、毎年出産する。産まれたときのサイズは114〜160cm、5〜6kg。3〜8年で成熟し、寿命は45〜50年と推定される。

## 人との関わり
マグロ延縄などで混獲される。肉や鰭、皮、肝油が利用される。スポーツ・フィッシングの対象になる。他のオナガザメ類と同様、もともと低い繁殖速度を大幅に上回る量の漁獲があり、数は減少している。
たまに「人には危害を加えない」と言われているが、もしも出会ったら襲われる事がたまにあり、船を攻撃することもある。
2019年7月16日に北海道の定置網で獲らえられた個体が臼尻水産実験場に運ばれ、数時間飼育されたという飼育記録がある。